# W4 (kolej)

Wzór wskaźnika W 4

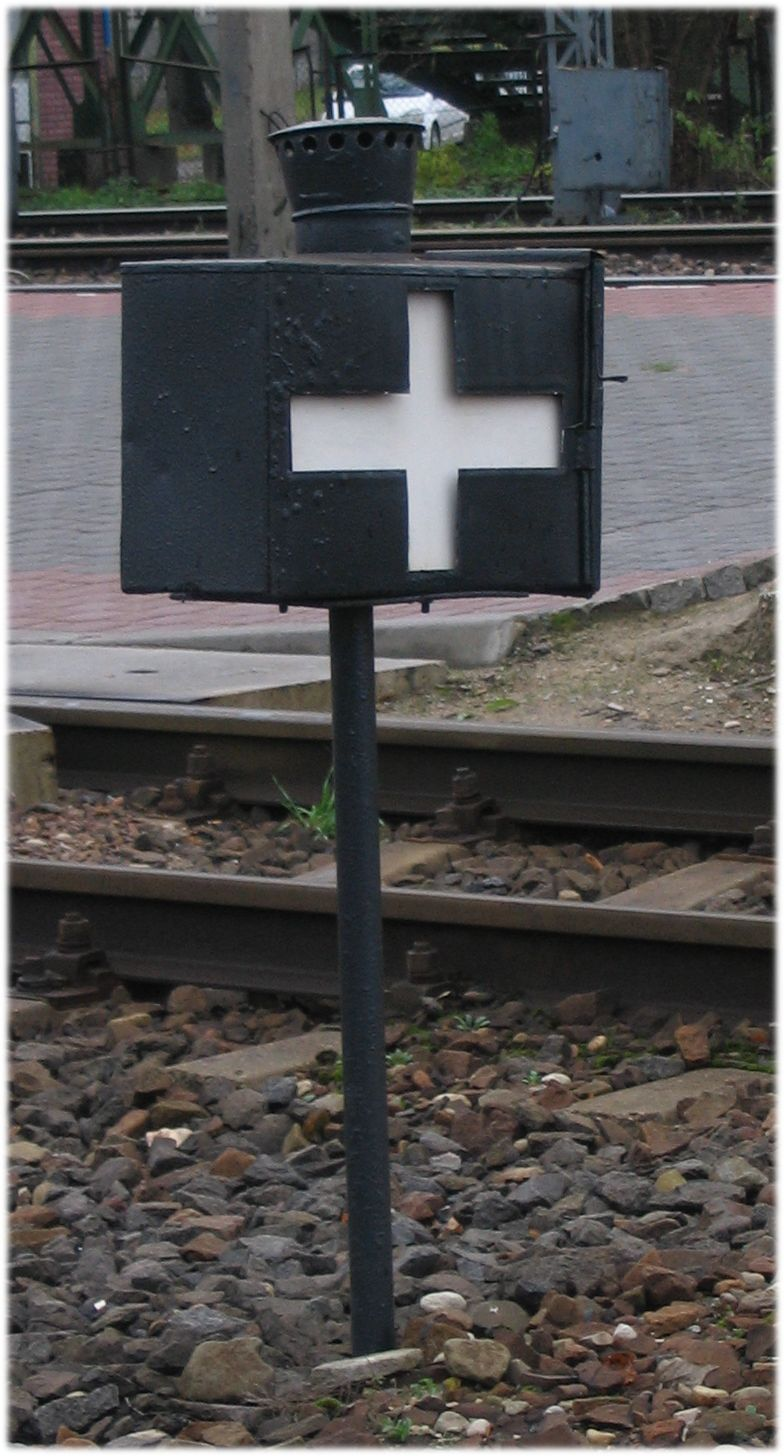
Wskaźnik W 4 na stacji Białystok

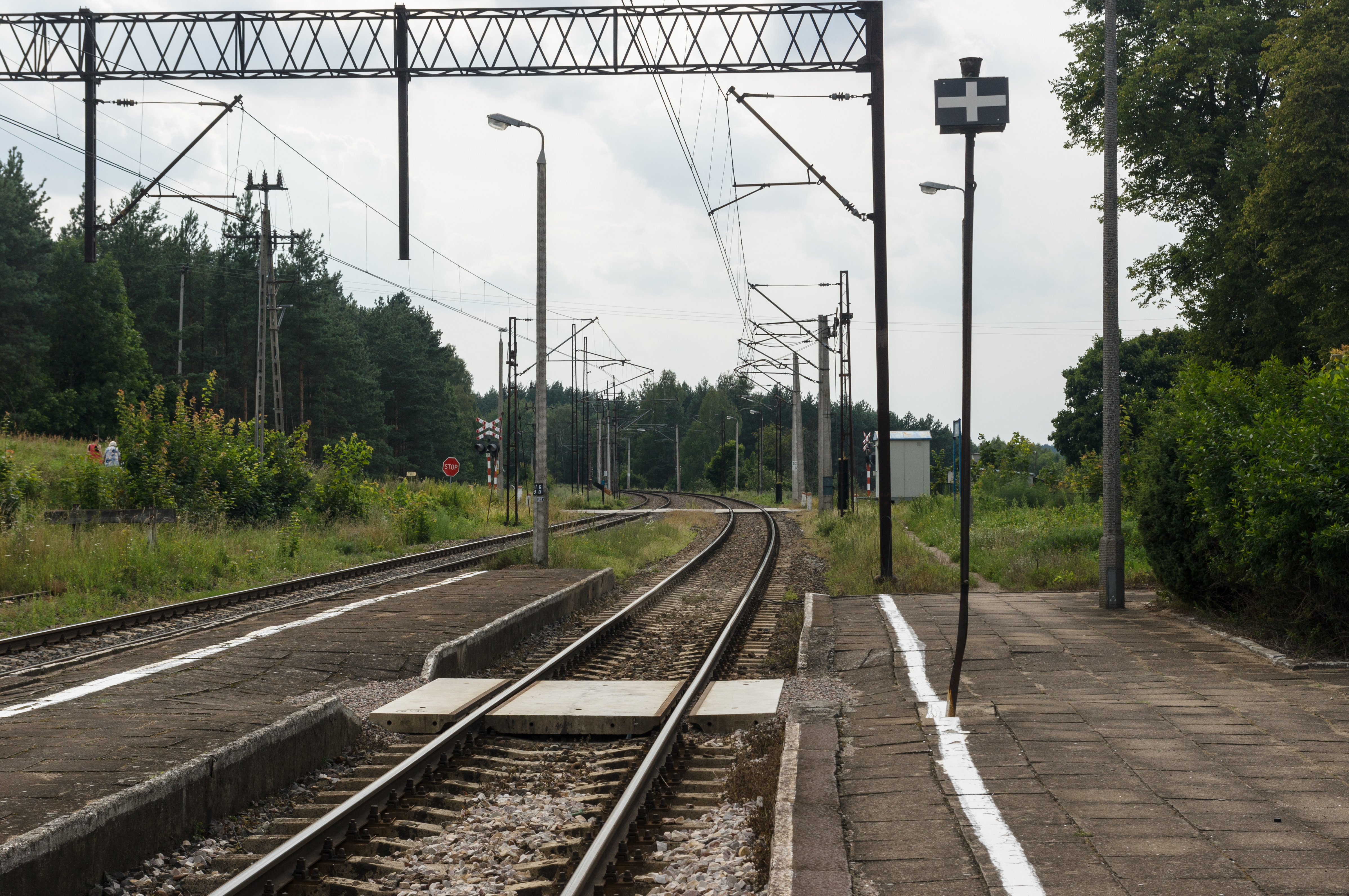
Wskaźnik W 4 na stacji w Wipsowie.

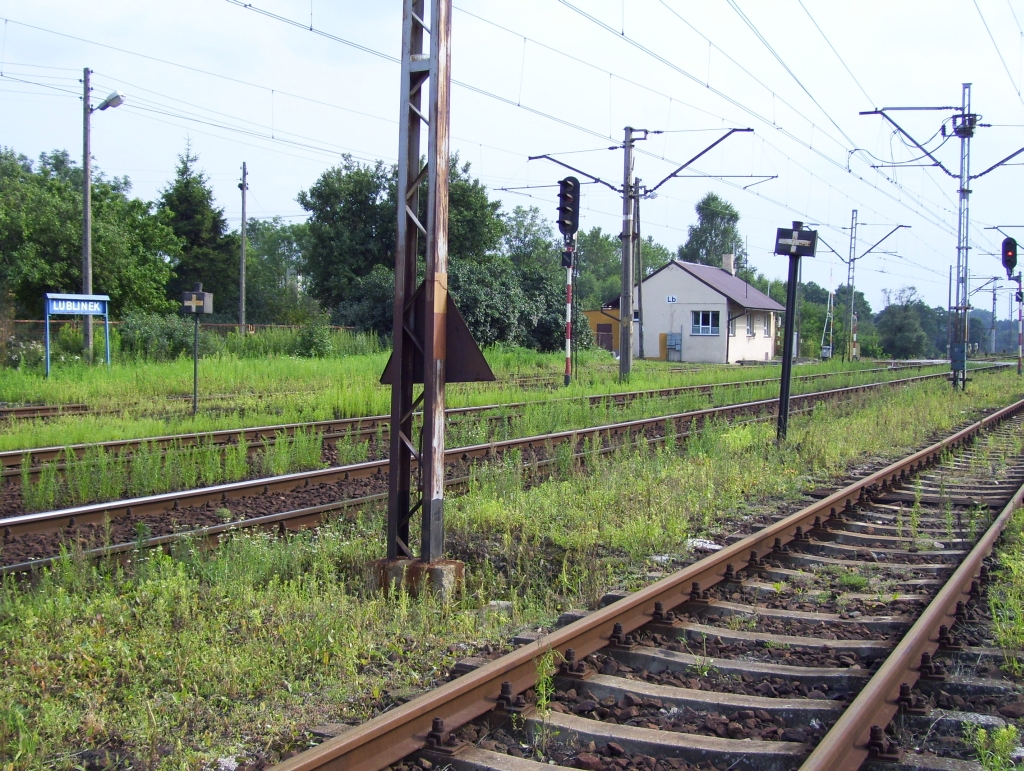
Wskaźnik W 4 na stacji w Łódź Lublinek.

W 4 „Wskaźnik zatrzymania” – wskaźnik kolejowy w Polsce oznaczający miejsce zatrzymania czoła pociągu. Przyjmuje postać białego krzyża św. Jerzego na czarnym prostokątnym tle.

## Linie normalnotorowe i szerokotorowe

### Wygląd
Wskaźnik ma formę białego krzyża na czarnym prostokątnym tle, przy czym dłuższy bok prostokąta umieszczony jest poziomo. W zależności od warunków miejscowych bywa wykonywany w postaci:
- prostopadłościennej świetlnej latarni z umieszczonym w jej wnętrzu źródłem światła (podświetlającym otwór w kształcie krzyża wypełniony szkłem koloru mlecznobiałego), zawieszonej na słupie (wykonywanym często z ustawionej pionowo szyny),
- nieoświetlonej tarczy wykonanej z płaskiej blachy.

### Zasady ustawiania
Wskaźnik służy w ruchu na liniach kolejowych normalnotorowych i szerokotorowych do oznaczenia miejsca na stacji, przystanku, posterunku osłonnym, do którego może dojechać czoło zatrzymującego się tam pociągu. Pociąg mający postój należy zatrzymać w takiej odległości przed wskaźnikiem, aby ruch podróżnych był najdogodniejszy.
Wskaźnik ustawia się przy końcu peronu lub przed ukresem z prawej strony toru, do którego się odnosi. Wskaźnik ustawiony przy końcu peronu, niebędący jednocześnie końcem przebiegu pociągowego, odnosi się tylko do pociągów mających postój przy tym peronie.

## Linie wąskotorowe
Wskaźnik W 4 na liniach kolejowych wąskotorowych służy do oznaczenia miejsca na stacji, do którego ma dojechać czoło zatrzymującego się tam pociągu pasażerskiego. Wskaźnik W 4 ustawia się przy końcu peronu, z prawej strony toru, patrząc w kierunku jazdy.